# H.264
H.264, zvaný také MPEG-4 AVC (Advanced Video Coding) nebo MPEG-4 část 10 je formát kódování videa, součást sady standardů MPEG-4. Finální podoba byla vytvořena v roce 2003. Od května 2003 do listopadu 2007 prošel standard 8 úpravami. Cílem bylo vytvořit nový standard, který bude vyhovovat nárokům jak na malou i velkou přenosovou rychlost, tak na nízké i vysoké rozlišení. V porovnání s ostatními staršími formáty je H.264 až o 50 % efektivnější. To znamená, že je možné zachovat stejnou kvalitu videa při poloviční velikosti a tím pádem i při nižší přenosové rychlosti. Standard se v mnohém podobá staršímu MPEG-2, používá nicméně některé pokročilejší postupy, které z něj dělají mnohem efektivnější kódovací standard.
Formát byl vyvinut ve spolupráci dvou skupin – ITU-T VCEG (International Telecommunications Union – Video Coding Experts Group) a ISO/IEC JTC1 MPEG (International Organization for Standardization/International Electrotechnical Commission – Moving Picture Experts Group).
Nástupcem H.264 je H.265, jinak HEVC (High Efficiency Video Coding), který nabízí další velký skok v efektivitě komprese digitálního videa. V současné době je ale HEVC mnohem méně rozšířený než H.264.

## Využití
H.264 je velmi flexibilním formátem, a proto nachází využití u mnoha druhů aplikací, systémů (ITU-T telekomunikační systémy) a sítí (TCP/IP paketové sítě). H.264 zastřešuje řadu profilů a úrovní komprese až do rozlišení 8K UHD a frekvence 120 snímků za sekundu. Je využíván širokým spektrem zařízení od fotoaparátů přes mobilní telefony a televize až po ledničky či automobily. Tato zařízení v naprosté většině případů obsahují hardwarové kodéry či dekodéry H.264. V roce 2018 bylo více než 90 % veškerého digitálního audiovizuálního obsahu na internetu kódováno pomocí H.264. V praxi se můžeme setkat s H.264 u HDTV (pro pozemní vysílání – ATSC, ISDB-T, DVB-T, pro satelitní – DVB-S a DVB-S2, a pro kabelové – DVB-C) a je jedním ze tří video kódovacích standardů pro Blu-ray disky. Dále například YouTube, Netflix, nebo iVysílání jsou platformami, které využívají formát H.264.

## Kontejnery
Video H.264 bývá obsaženo v kontejnerech ve formátu Flash Video (.f4v), MPEG-4 Part 14 (.mp4), QuickTime File Format (.mov), 3GP pro mobilní telefony (.3gp), MPEG-TS (.ts) nebo Matroska (.mkv). Pro audio se používá většinou formát AAC (Advanced Audio Coding).

## Profily
Obecně platí, že každý formát balancuje na hraně mezi náročností algoritmu a velikostí výsledného souboru. H.264 nabízí mnoho kódovacích technik ke kompresi videa, jejichž aplikace může přispět k menší datové zátěži, zato ale vede k větší komplexnosti kódu, a tak i k větším nárokům na výpočetní výkon. O tom, jaké postupy budou ke kódování použity, rozhodují jednotlivé profily. Výběr profilu závisí na koncovém zařízení přehrávání.
Základní profil (Baseline Profile – BP) byl určen zejména pro nízkoenergetickou elektroniku s limitovanými výpočetními zdroji. Je využíván hlavně v mobilních aplikacích a při videokonferencích. Nedovoluje využití B-snímků, nebo CABAC entropického kódování.
Hlavní profil (Main Profile – MP) obsahuje všechny funkcionality základního profilu, nicméně přichází s pokročilejší snímkovou predikcí. Je využíván pro SD, nikoli už pro HD. Původně měl být hlavním profilem celé rodiny a hlavním využitím mělo být televizní vysílání a datová úložiště.
Nejefektivnějším ze skupiny je vysoký profil (High Profile – HiP), který do určité míry nahradil hlavní profil. Je využíván v Blu-ray a je hlavním profilem pro televizní vysílání v ATSC, ISDB-T, DVB-T, DVB-S, DVB-S2 a DVB-C. Je schopný dosáhnout komprese 2000:1. Datový tok o velikosti 1 gbit/s je možné redukovat až na 512 kbit/s. H.264 v tomto profilu využívá adaptivní transformaci. To znamená, že v jednom makrobloku 16×16 je schopný vytvořit více různě rozměrných bloků, a tak je mnohem šetrnější k detailům snímku, při čemž dokáže i data spořit za použití větších bloků. Dalšími pokročilejšími verzemi HiP jsou Hi10P rozšiřující bitovou hloubku jednoho barevného kanálu z 8 na 10 bitů, Hi422P podporující 4:2:2 podvzorkování barvonosných složek a Hi444PP podporující 4:4:4 podvzorkování barvonosných složek a dosahující bitové hloubky 14 bitů na kanál. Hi10P, Hi422P i Hi444PP jsou určeny k profesionálnímu využití.